# Sanctuaires rupestres de l'acropole d'Athènes
Les grottes-sanctuaires de l'acropole d'Athènes sont des fissures naturelles de la roche de la colline de l'Acropole, aménagées en lieux de culte dédiés aux divinités du panthéon panhellénique antique.

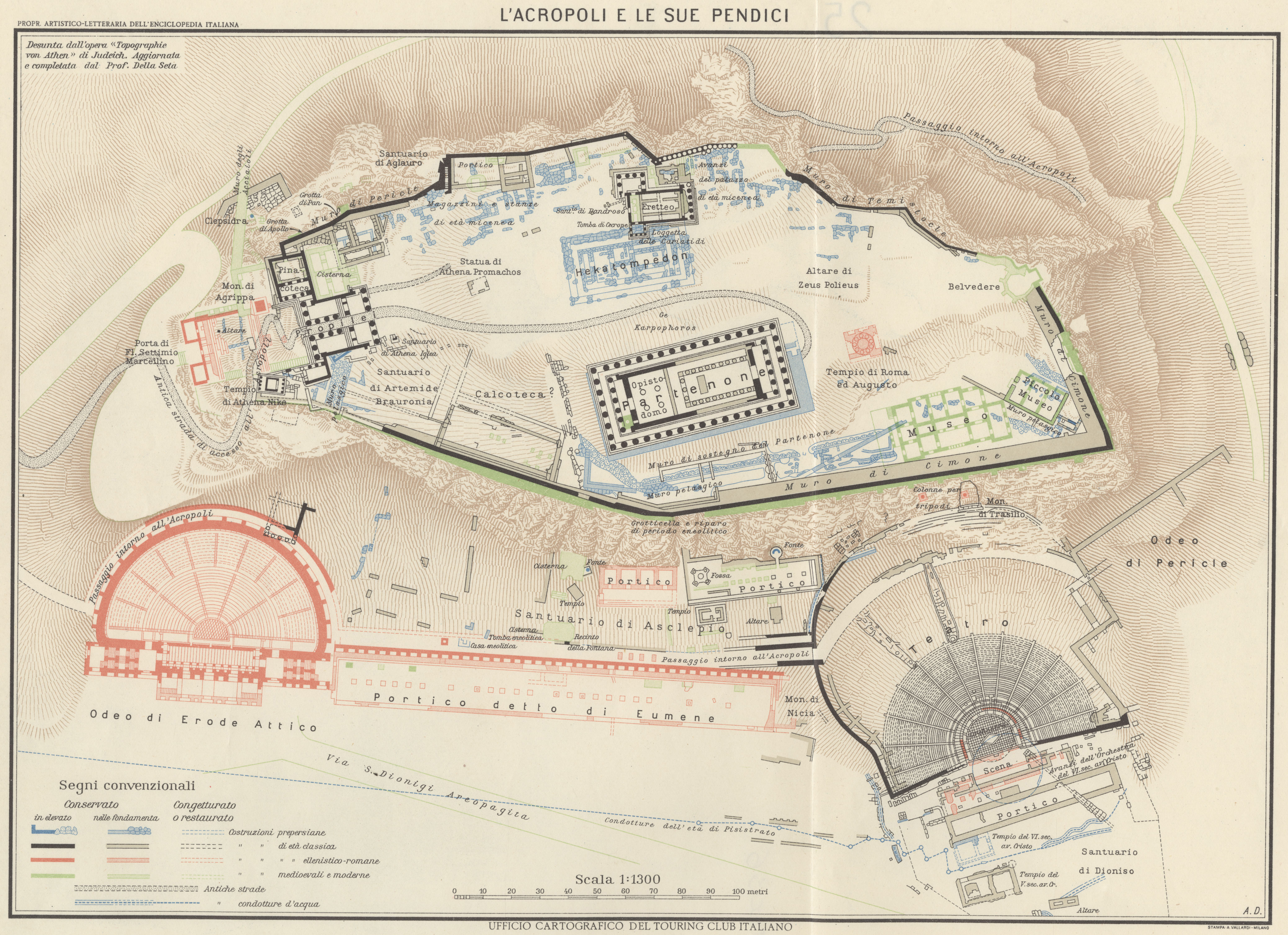
Plan détaillé de l'Acropole, vers 1930, qui mentionne différentes cavités hypothétiques ou reconnues.

Traditionnellement, une distinction est établie entre la religion d'État pratiquée au sommet de l'Acropole et la pratique cultuelle des sanctuaires sur les pentes inférieures. Récemment, cependant, l'intérêt s'est accru pour l'expérience religieuse individuelle ou la piété personnelle dans la société grecque dont ces lieux de culte peuvent être l'expression.
(Les différents sanctuaires rupestres sont décrits dans le sens des aiguilles d'une montre à partir de la source Clepsydre, située à la face nord-ouest de l'Acropole, via le péripatos qui contourne la base du bastion du temple d'Athéna Nikè.)

## Terrasse de Zeus, Apollon et Pan

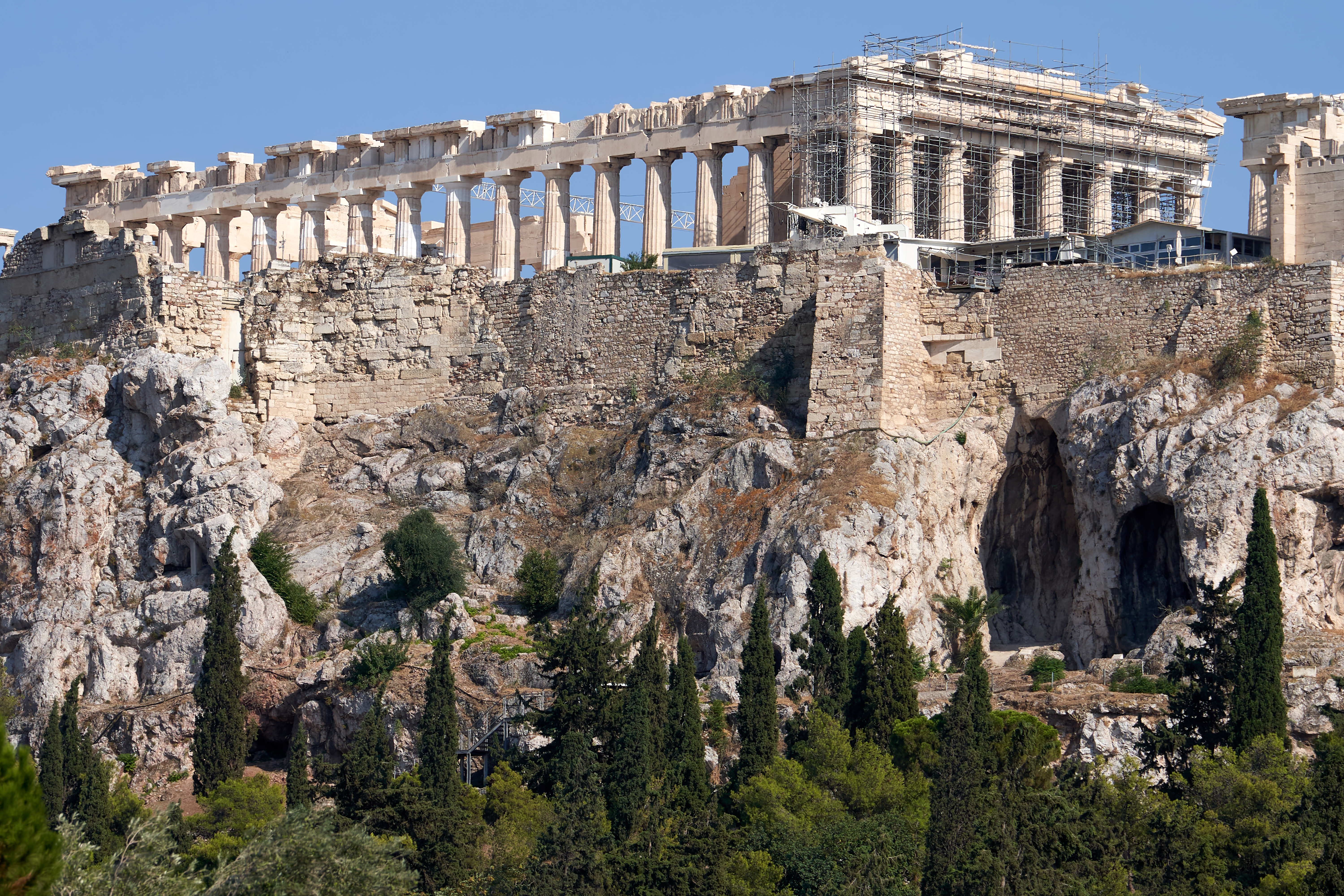
Fortifications des pentes nord de l'Acropole.

Le versant nord-ouest du rocher de l'Acropole est dominé par trois ouvertures de grottes dédiées respectivement au culte de Pan, Zeus et Apollon. La grotte la plus à l'ouest de la terrasse n'est pas un sanctuaire, mais une cavité sculptée, appelée grotte A dans la littérature archéologique, dont la surface sculptée en forme de podium servait de zone d'observation pour la procession panathénaïque.

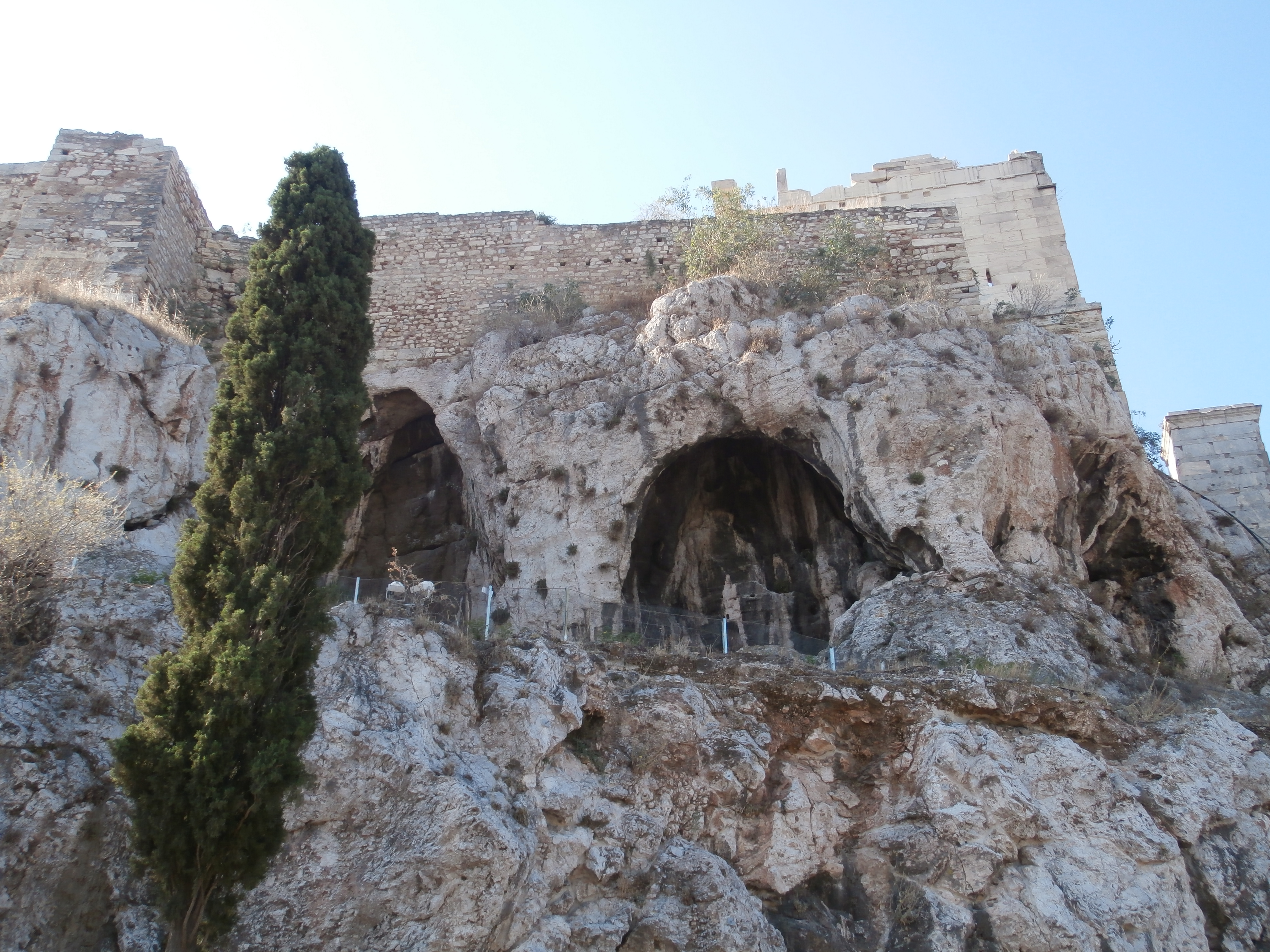
Grottes de Zeus et Apollon Ipakrion.

En se déplaçant vers l'est, la grotte suivante, la grotte B est celle de l'Apollon Hypoakraios / Hypo Makrois (Apollon sous les Hauts / Longs Rochers, également vénéré sous le nom de Pythios). Ici, selon la tradition, Apollon s'est uni à Créuse, fille d'Érechthée. De cette union est né le héros athénien Ion. Le sanctuaire a été identifié après la découverte à proximité de plaques de marbre qui montrent une couronne et une inscription indiquant qu'il s'agissait d'une dédicace à Apollon, dédiée par les neuf archontes.
La grotte du milieu, également appelée grotte C dans la littérature archéologique, est datée du Ve siècle et attribuée à Zeus Olympios ou Zeus Kéraunios, d'après les interprétations de Thucydide (2, 15) et de Strabon (9, 404).
Les fouilles de Panayiótis Kavvadías en 1896–1897 ont révélé un système de grottes jusque-là inconnu, identifié D-D1, et plus tard un autre, identifié D2. Cette grotte, la plus à l'est sur la terrasse, était dédiée au dieu Pan. Selon la tradition, le dieu a contribué à la victoire des Grecs dans la bataille de Marathon en 490 avant notre ère, en semant la panique et la peur parmi les Perses. Les Athéniens lui rendirent grâce en établissant son culte dans la cité. Le sanctuaire était de forme tripartite, avec des niches sculptées pour la réception des ex-voto.

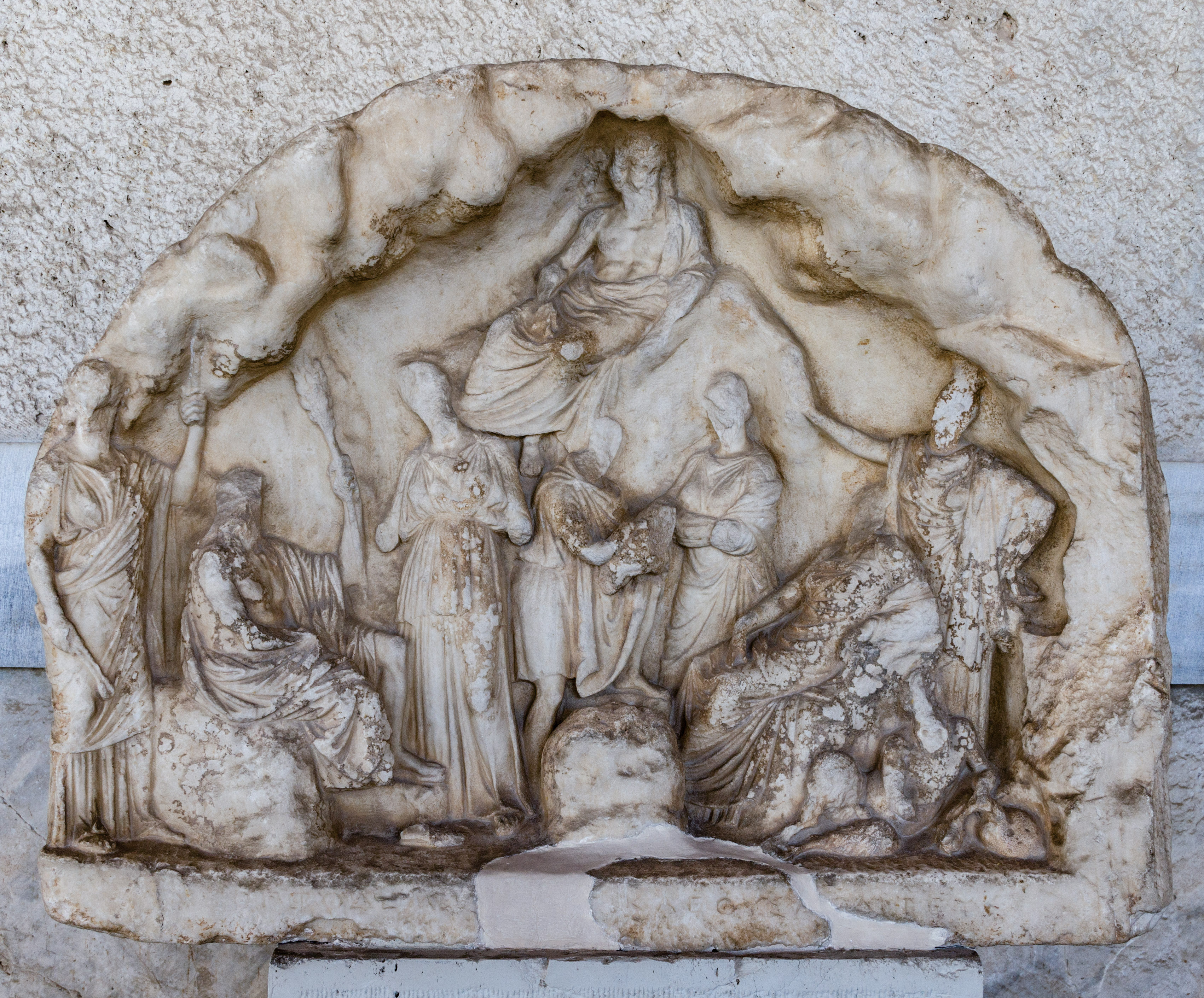
Relief de Pan et les Nymphes. Musée de l'Agora (I 7154).

L'identification du sanctuaire est fondée sur les témoignages d'Euripide, Ion (938), Aristophane, Lysistrata (911) et Pausanias (1, 28, 4), ainsi que sur la découverte sur le site de deux reliefs votifs du Ier siècle (Akr 1345 et 6464), dont l'un représente le dieu assis sur un rocher, jouant de la flûte, tandis qu'une nymphe se tient devant lui, et l'autre est le relief de Pan qui montre le dieu parmi d'autres divinités. À l'époque chrétienne, la partie la plus orientale du sanctuaire, appelée grotte D2, a été transformée en une chapelle dédiée à saint Athanase, dont on conserve aujourd'hui des traces de fresques dans les niches. À côté de cette grotte se trouve un escalier étroit qui mène à l'Acropole.

## Terrasse d'Aphrodite et Éros

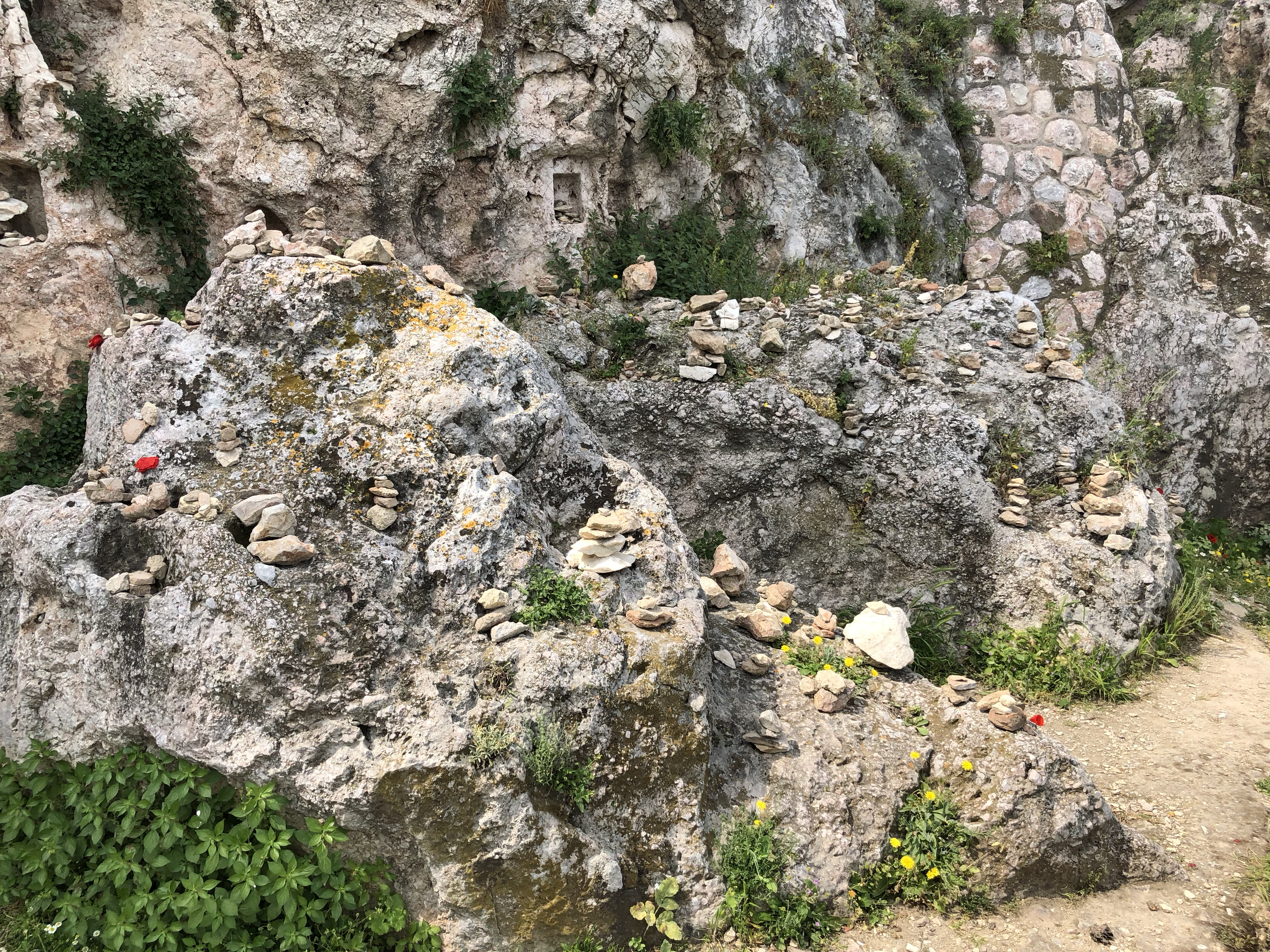
Sanctuaire d'Aphrodite et Éros.

Plus loin, le long du péripatos, un chemin étroit mène à une terrasse de 30 × 14 m, avec un sanctuaire en plein air. Il a été fouillé en 1932 par Oscar Broneer qui a identifié le site avec Aphrodite et Éros. Également identifié comme sanctuaire d'Aphrodite dans les Jardins après le passage de Pausanias (1, 27, 3) décrivant les rites des Arrhéphores. La grotte est divisée par un mur en deux sanctuaires dits oriental et moyen. Un certain nombre de niches votives sont creusées dans le mur du fond qui abritait probablement des statues ou d'autres offrandes votives dont les preuves datent pour la plupart des IIe ou IIIe siècles av. J.-C., la plus ancienne découverte étant du Ve siècle. On a également trouvé de petits reliefs en marbre d'organes génitaux masculins et féminins et des fragments d'un relief en marbre de neuf Érotes portant des accessoires de culte de la fin du IVe siècle.
Deux inscriptions d'environ 450 à 430 av. J.-C. ont été gravées dans la roche à l'angle sud-ouest du site, l'une une dédicace à Aphrodite, l'autre mentionnant une fête du printemps sacrée pour Éros. Un thésaurus en marbre du IVe siècle av. J.-C. a été trouvé à 100 m en contrebas du sanctuaire, portant l'inscription « Trésor des offrandes prénuptiales à Aphrodite Ourania », qui témoigne d'un sacrifice privé plutôt que d'un rituel public. Le lien avec le passage de Pausanias déjà mentionné a été fait par Broneer qui suggère que les arrhéphoroi pourraient être descendues de l'Acropole par le puits mycénien adjacent, mais il n'y a aucune preuve définitive de cette cérémonie encore mystérieuse. La petite zone à côté du téménos d'Aphrodite, le soi-disant sanctuaire des skyphoi, dont le but n'est pas clair, était le site de dépôt d'un grand nombre de petits vases.

## Aglauréion

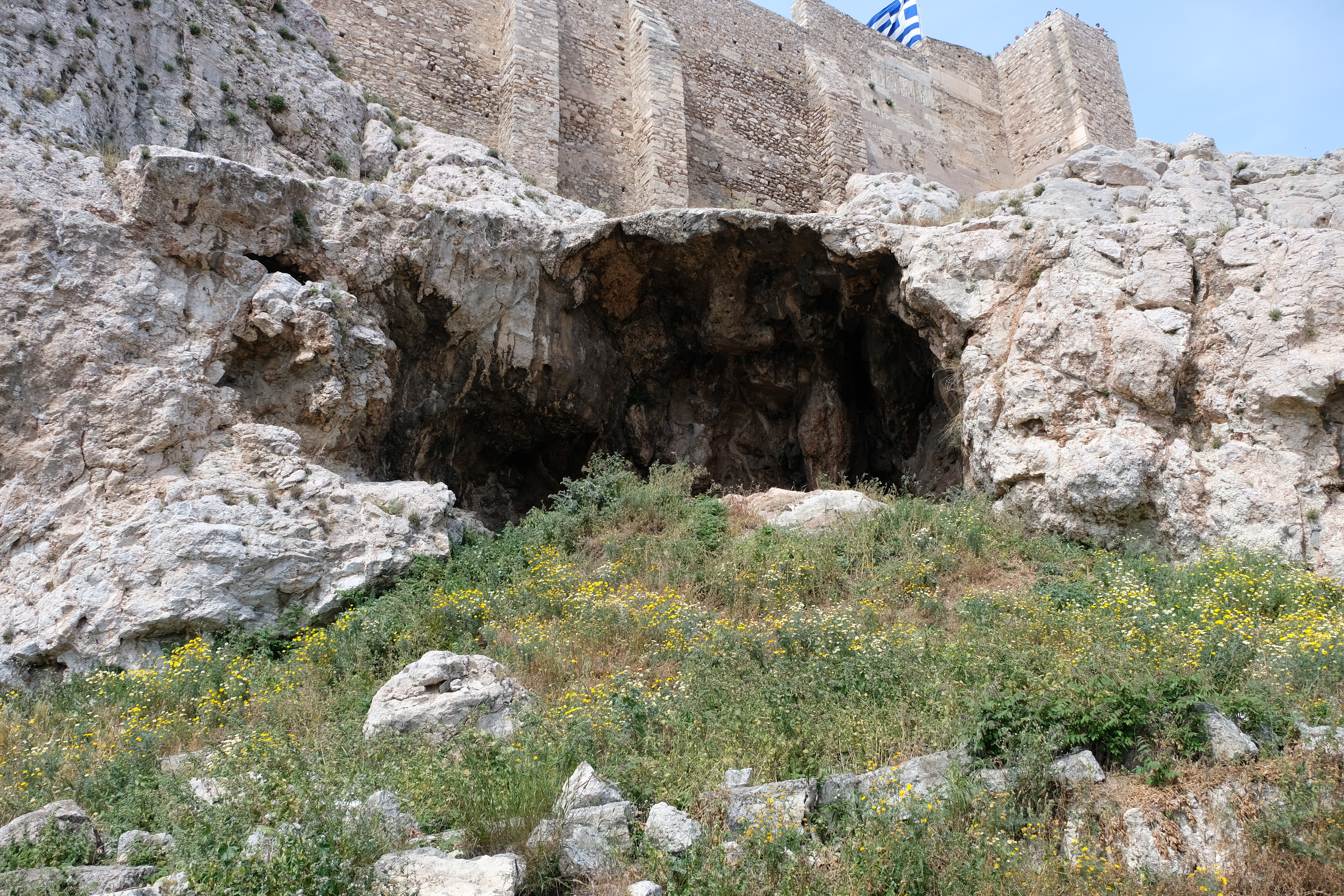
L'Aglauréion

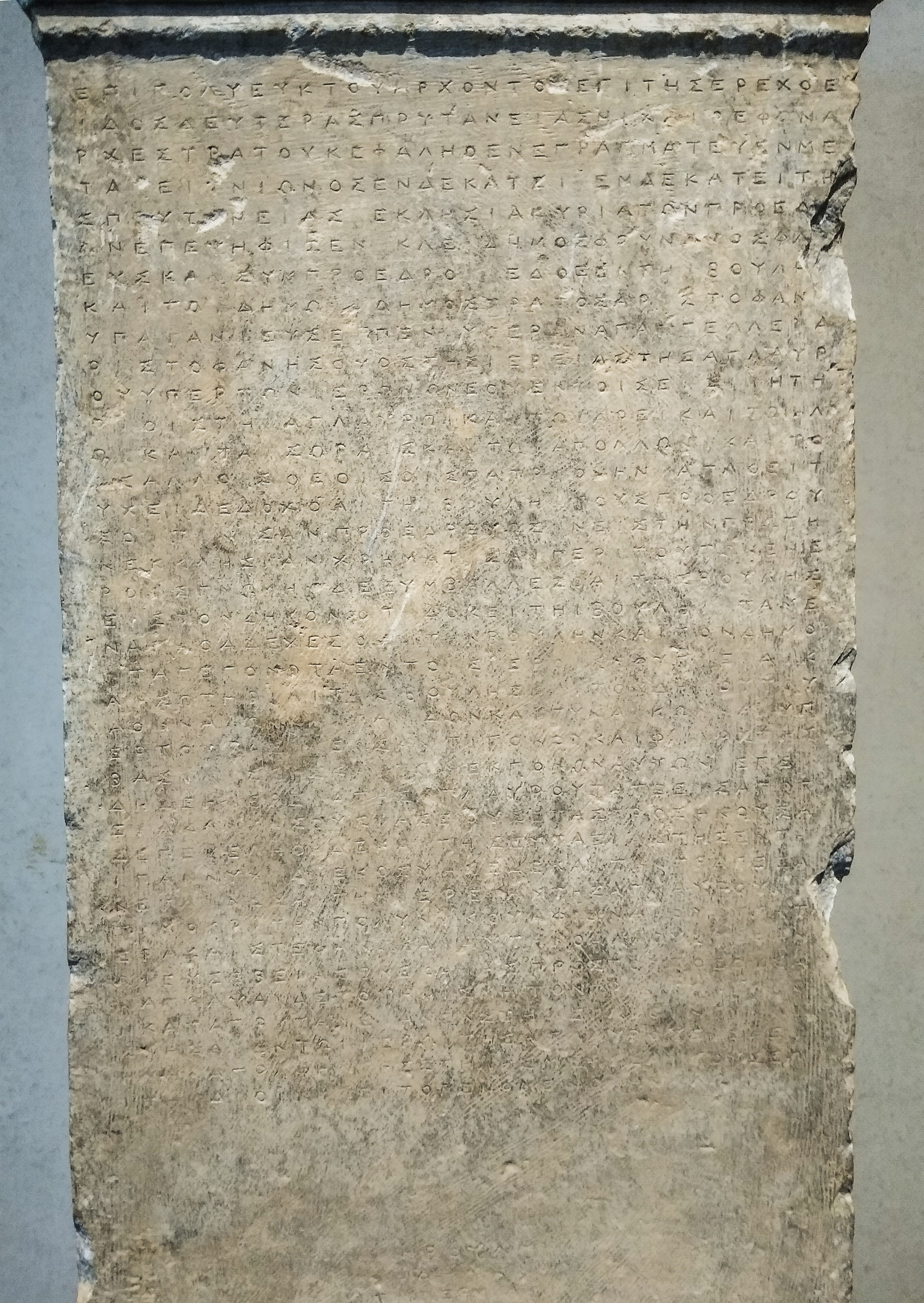
Stèle SEG 33:115. Musée de l'Acropole, Akr 13372.

Sur le versant est se trouve l'Aglauréion, la plus grande des grottes de l'Acropole, dont l'entrée a une largeur de 14 m. Aglaure (Ἄγλαυρος) était l'une des filles de Cécrops qui, selon la légende (Pausanias 1, 18, 2 ; Apollodore 3, 14, 6) s'est précipitée du haut de l’Acropole pour sauver la ville, comme prédit par l'oracle de Delphes. Hérodote (8, 53) rapporte que les Perses en 480 av. J.-C. ont emprunté ce flanc de la colline pour escalader l'Acropole. Pausanias (1, 18, 2-3) décrit l'Aglauréion comme étant au-dessus du sanctuaire des Dioscures près du Prytanée. Ces sources étaient les seuls indices non concluants sur l'emplacement du sanctuaire qui n'a pas été identifié comme son site actuel jusqu'à la découverte de la stèle en 1980. L'inscription sur cette stèle de 247/6 ou 246/5 av. J.-C. mentionne la prêtresse Aglauros Timokritè, honorée par les dèmes athéniens par ce monument. Cette stèle faisait partie du péribolos (mur d'enceinte) du sanctuaire. Alors que le culte d'Aglauros était un culte de femmes, les éphèbes y pratiquaient également l'Aglauria lorsqu'ils prêtaient serment et recevaient leurs armes. L'inscription fait référence à une pannykhis (παννυχίς : une veillée durant toute la nuit) dans le cadre du festival.

## Pan, Nymphes, Hermès, Isis, Thémis

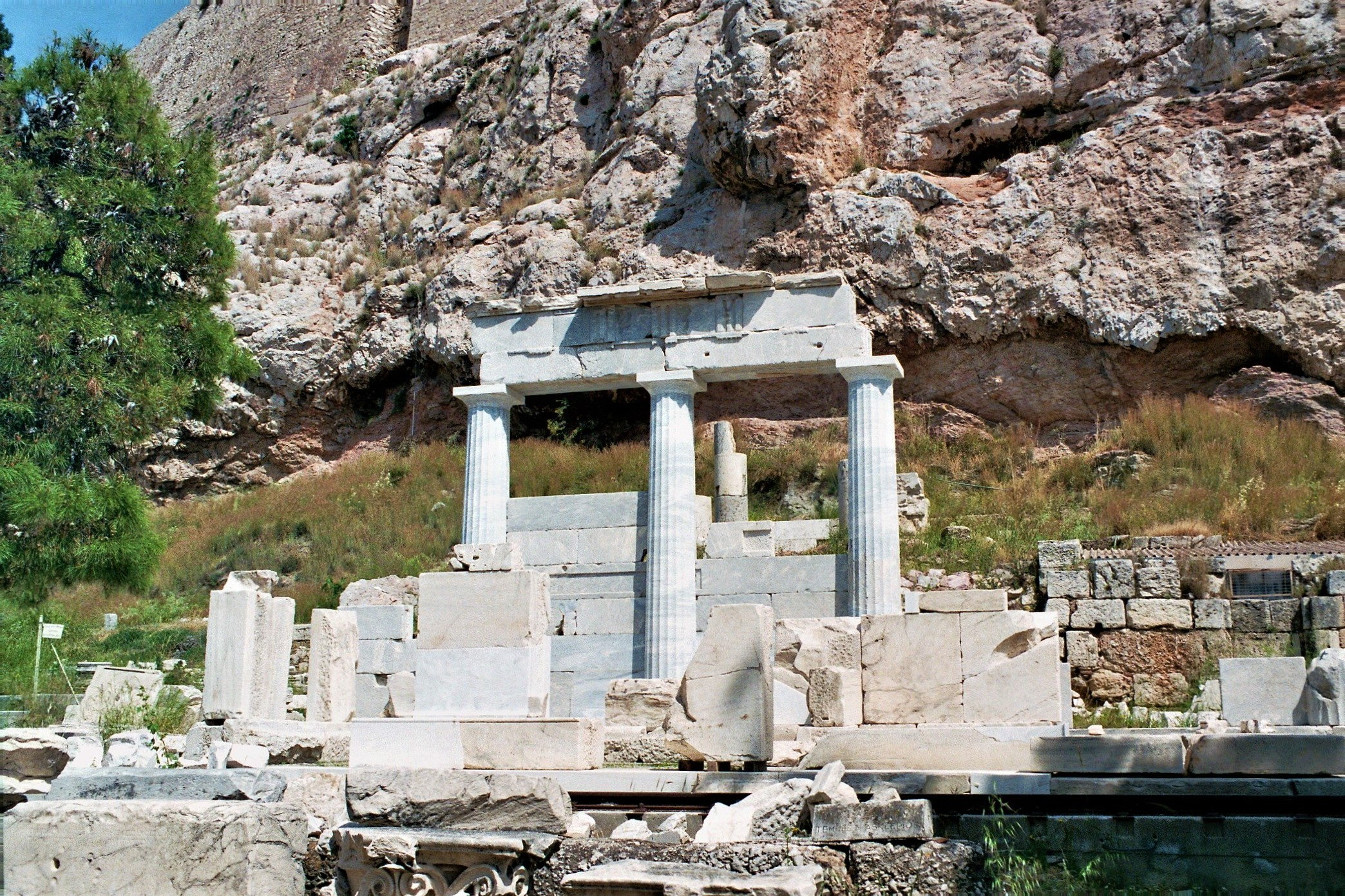
L'Asclépiéion d'Athènes

En tournant vers le versant sud de la colline, on trouve les principaux sites religieux des sanctuaires de Dionysos et d'Asclépios. Au-delà se situe une terrasse à l'ouest de l'Asclépiéion, comprenant quelques sanctuaires plus petits. Sur ce site, la source mycénienne — enfermée dans un bâtiment de source depuis la période archaïque — avait été un centre pour le culte de Pan, des Nymphes et peut-être d'Hermès depuis le Ve siècle av. J.-C.. Ses limites étaient indiquées par une borne scellée dans le mur qui définissait le péripatos. Susan Walker a identifié cela comme un culte d'État. Une inscription du Ier siècle av. J.-C. trouvée à cet endroit mentionne Hermès, Pan, Aphrodite, les Nymphes et Isis. De plus, un petit temple in antis datant du IIe siècle apr. J.-C. est identifié à Isis : selon des preuves épigraphiques, il a été restauré par un mécène privé. Pausanias (1, 22, 1) décrit ici un temple de Thémis, directement derrière un monument au héros Hippolyte, plusieurs inscriptions romaines désignant Thémis comme l' épiclèse de différentes déesses. Enfin, des niches votives creusées dans le substrat rocheux, à l'ouest de l'Asclépiéion, laissent penser qu'il s'agissait d'un site de pèlerinage privé plutôt que d'un rituel public. Pala considère que les sanctuaires d'Aphrodite du versant sud peuvent avoir fait partie d'un chemin de pèlerinage, que les épouses auraient pu emprunter, ainsi que la grotte d'Aphrodite sur la face nord, où la déesse était vénérée sous son aspect courotrophique (en).

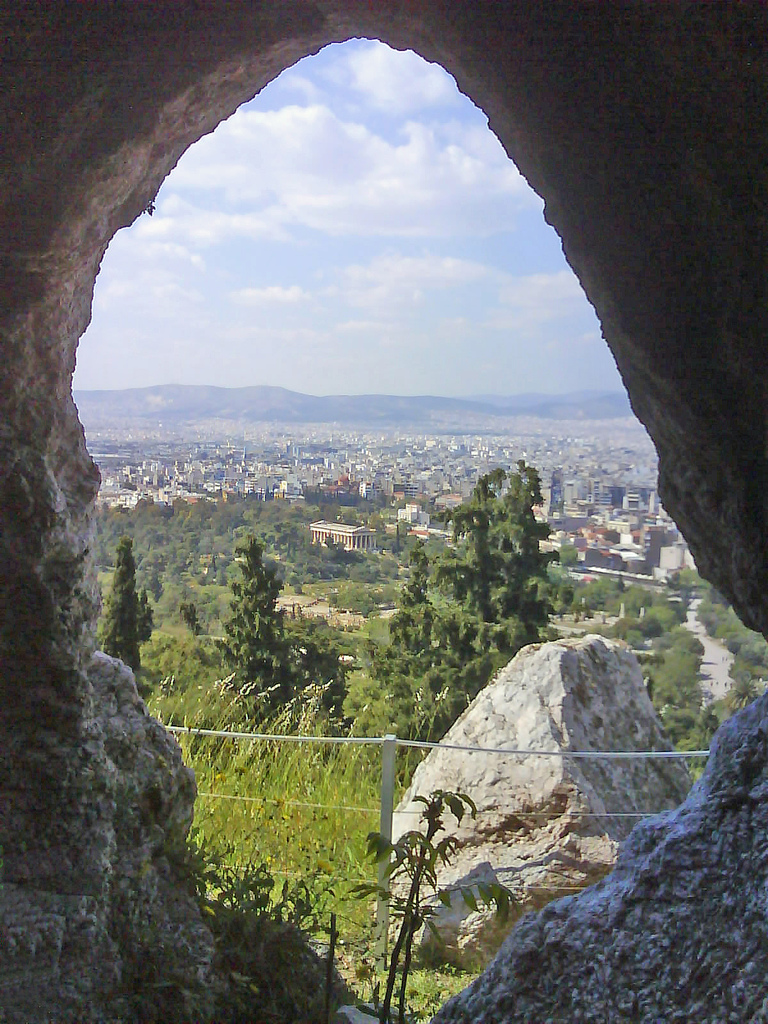
Grotte de Pan
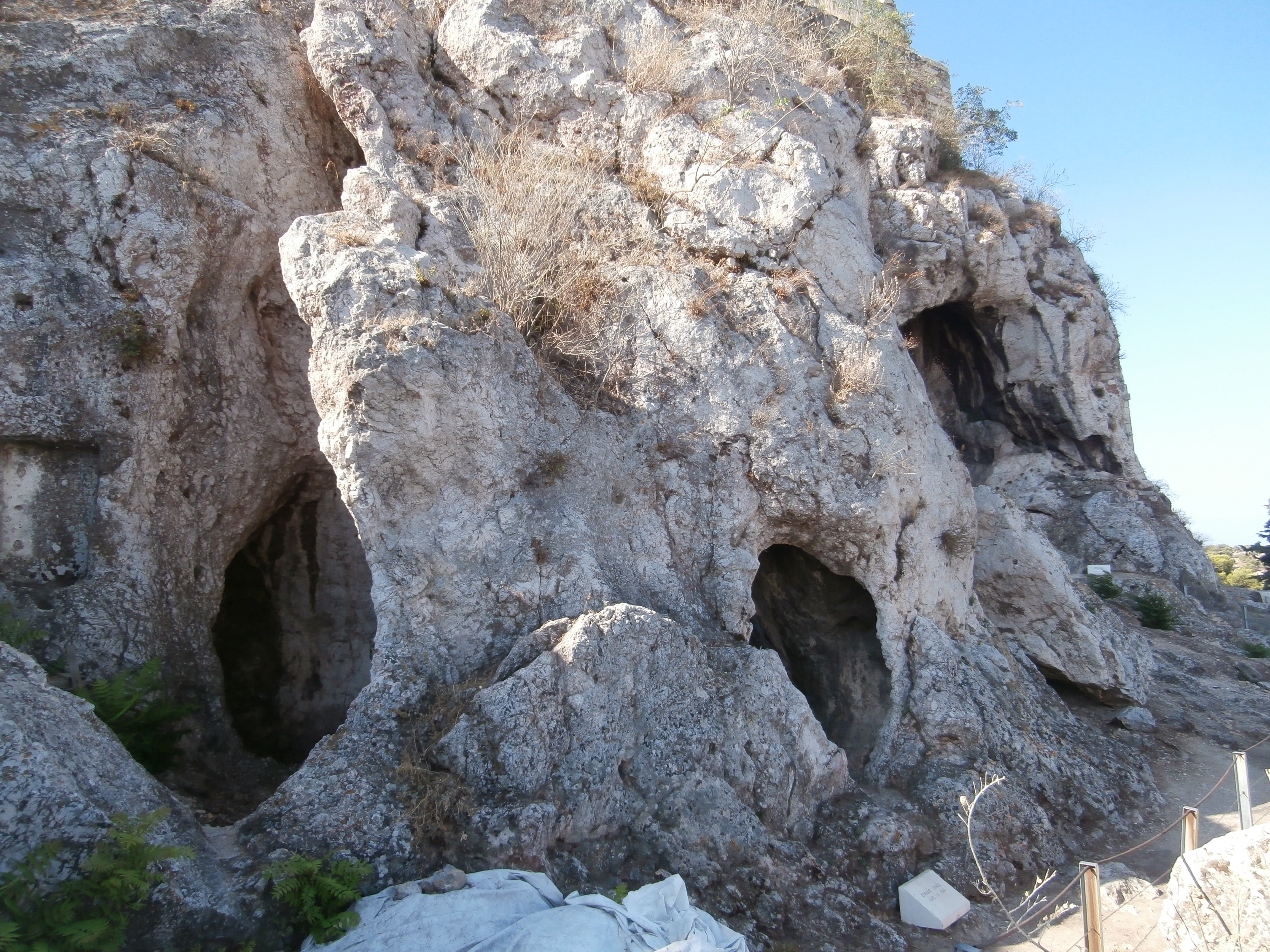
Grotte de Pan
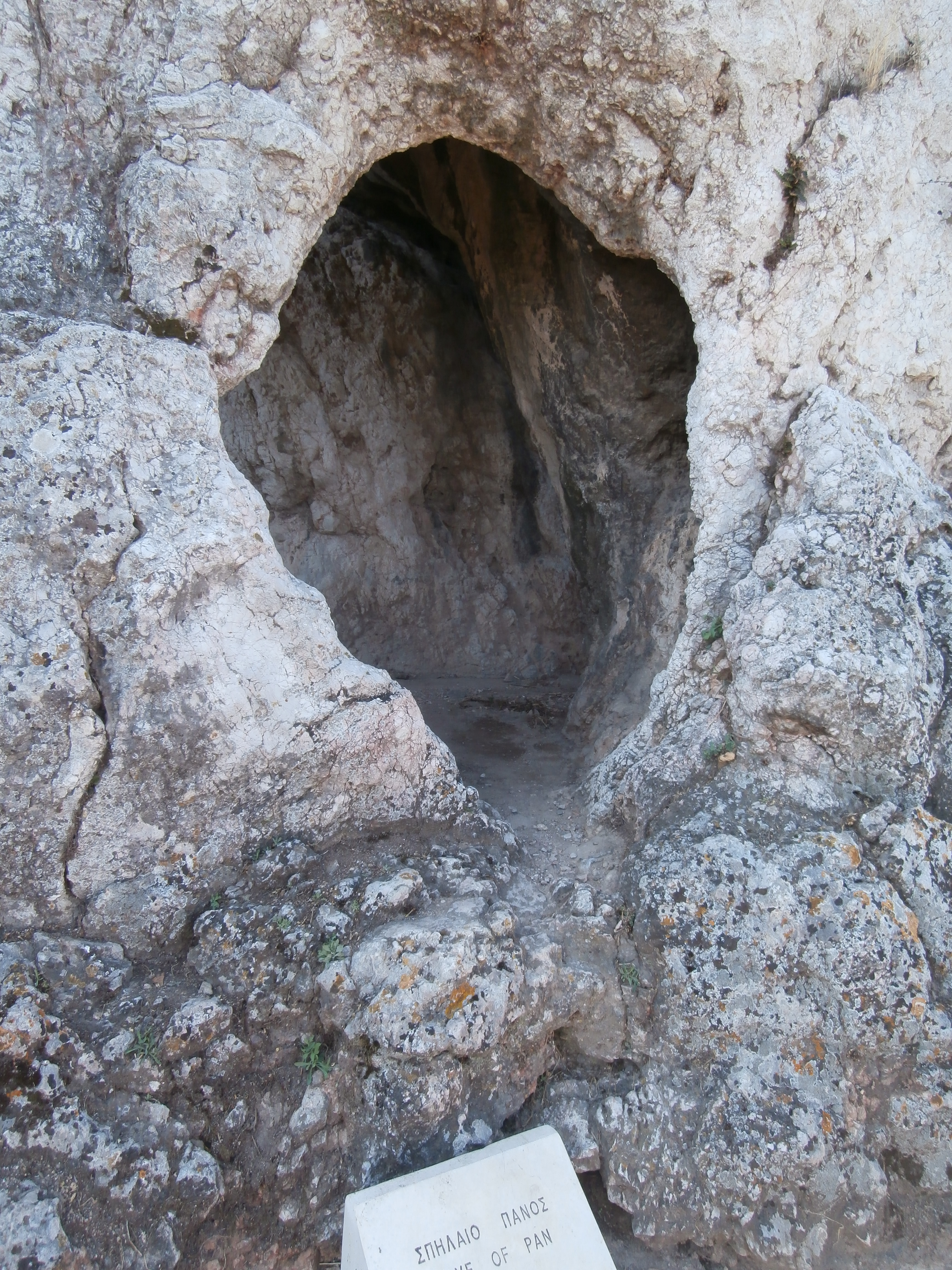
Grotte de Pan

## Sanctuaire de Nymphé
Le sanctuaire de Nymphé est un sanctuaire en plein air, au sud du dernier Hérodéion. Il n'est pas accessible depuis le péripatos. Le temple a été fouillé en 1955-1960, lorsque diverses preuves d'utilisation ont été découvertes, notamment une borne indiquant « limite du sanctuaire de Nymphé », et un grand nombre de loutrophores, dont la majorité étaient à figures noires, datant au VIe siècle av. J.-C. Nymphé est une figure obscure du panthéon, protectrice du mariage et des cérémonies nuptiales. Le site comprenait un autel, un péribole ovale et une structure absidale au-dessus de l'autel. Les loutrophores étaient utilisées par les suppliants pour transporter l'eau de la source Callirrhoé près de la rivière Ilissós pour le bain prénuptial de la mariée. Cette procession s'appelait la loutrophorie. Le sanctuaire a duré jusqu'au Ier siècle apr. J.-C., lorsque l'enceinte a été détruite.

## Aphrodite Pandémos, Peitho, Gê Kourotrophos, Déméter Chloé
Le débat reste ouvert pour savoir si le versant sud de l'Acropole a accueilli un ou deux sanctuaires à Aphrodite. Outre Aphrodite Hippolytos déjà citée, il se peut que le culte d' Aphrodite Pandémos se soit situé au-dessus de l'Hérodéion. Pausanias (1, 22 3) répertorie son sanctuaire avec Peitho (déesse de la persuasion) comme étant à l'ouest de l'Asclépiéion. Sur cette terrasse, qui s'étend jusqu'au bastion d'Athéna Nikè, Pausanias localise également des sanctuaires à Gê Kourotrophos et Déméter Chloé. On y a trouvé là des fragments de poterie et des figurines associées à Aphrodite. Les autres attributions, cependant, restent peu concluantes.